# Абди, Юсеф
Юсеф Абди (кабильск. Yusef Ɛabdi; 7 декабря 1977 года, Азазга, Алжир) — австралийский легкоатлет, бегун на средние дистанции, участник двух летних Олимпийских игр в беге на 3000 метров с препятствиями, пятикратный чемпион Австралии.

## Спортивная биография
Свою спортивную карьеру Абди начинал в Алжире. В 1996 году Юсеф выступил на чемпионате мира среди юниоров на дистанции 800 метров, но занял там лишь 34-е место. В 2000 году Абди сменил гражданство, перейдя в состав сборной Австралии. В 2002 году Абди завоевал свою единственную медаль крупных первенств, став третьим на дистанции 1500 метров на Играх Содружества. С 2006 года Абди принял решение сконцентрироваться на стильчезе.
На летних Олимпийских играх Абди дебютировал в 2008 году на Играх в Пекине. Австралийский бегун лишь по времени смог преодолеть квалификационный раунд в стипльчезе, но зато в финале Абди смог прибавить и занял итоговое 6-е место, установив при этом свой личный рекорд (8:16,36)
Летние Олимпийские игры 2012 года в Лондоне сложились для австралийского легкоатлета неудачно. В предварительном раунде соревнований в стпильчезе Абди стартовал во втором забеге. Бег проходил в очень медленном темпе и судьба путёвок в финал решалась на последнем круге. К финишу Юсеф подходил в лидирующей группе, состоящей из 6-ти бегунов, а в финал напрямую проходили только четыре спортсмена. По результатам финишного спурта Абди оказался одним из двух спортсменов не прошедших в финал, оставшись на 6-м месте.
В дальнейшем принимал участие в не самых крупных международных и национальных соревнованиях. В 2016 году завершил спортивную карьеру.